# Hearts of Iron II: Doomsday
Hearts of Iron II: Doomsday är en vidareutveckling av spelet Hearts of Iron II som är ett strategispel som utspelar sig under andra världskriget. Det är producerat av Paradox Entertainment. Till skillnad mot tidigare versioner kan man spela mellan åren 1936 och 1954, dvs även perioden under kalla kriget.
Hearts of Iron II: Doomsday utspelar sig under andra världskriget och är ett s.k. Grand Strategy-spel, vilket innebär att det har ett historiskt, semi-realistiskt övergripande fokus på nationell ekonomi, krigföring, diplomati och forskning.
Ett tillägg har släppts kallat Armageddon. Den lägger till två historiska sidospår där världen är uppdelad i helt andra länder och helt andra proportioner. Dessa scenarion skulle till viss del kunnat stämma om saker gått annorlunda till längre bak i historien. Armageddon-paketet utökar även den spelbara tiden till 1964 och lägger till fler events (historiska händelser) för tiden 1954–1964 och fler events mellan 1936 och 1945. 
Den gör så att man kan producera divisioner med brigader tillsammans.
Den gör även så att fartyg kan förbättras med efterproducerade (eller tillsammans) tillägg.